# Caserío Salbarregi
El caserío Salbarregi, también denominado Salbarredi, es una construcción rural notable situada en Berástegui (provincia de Guipúzcoa, País Vasco, España). Está emplazado en una ladera junto al camino que accede al monte desde el casco rural de Eldua. 
Se trata de un caserío de planta rectangular, cubierta de madera a dos aguas con gallur perpendicular a la fachada principal de orientación SW. Consta de dos plantas y desván.
La fachada principal, apoyada en cuatro postes enterizos y entramado de madera datado en el siglo XVIII, presenta los huecos del entramado cerrados en cemento y ladrillo cerámico, dispuesto en diente de sierra. En planta baja existen dos puertas de acceso, de madera. En la primera planta, cuatro vanos de ventanas simétricas con alféizares en piedra y un hastial abierto con baranda en galería de madera. La zona S de esta fachada es un sector adosado que alberga la vivienda, situada a la altura de la planta baja pero a distinto nivel. Sobre la vivienda se halla un pequeño desván y bajo ella se sitúa la bodega. A la fachada lateral SE, de mampostería, se abren cuatro vanos de ventana que corresponden a las habitaciones de la vivienda, y bajo éstas la bodega presenta algún pequeño vano. Sobre las citadas ventanas existe una línea de canes de piedra. La fachada lateral NW presenta un anejo adosado construido en mampostería y una rampa de acceso directo al edificio construida en hormigón. La fachada trasera, de orientación NE, se halla también construida en mampostería. Esta amplia fachada presenta pocos y pequeños vanos. Posee acceso a la planta baja y a la bodega. Tiene hastial abierto y escalonado, y líneas de canes de piedra.
La armadura interior, datada en el siglo XVI, se compone de doce postes enterizos en madera de roble (dos de ellos sostienen los bastidores de bernias de un lagar de viga); se apoyan en zapatas de piedra en la planta baja, son los ejes de una armadura formada por postes, solivos, tornapuntas, jácenas, baranda y escaleras. El lagar de viga gótico, completo con cuatro bernias, masera y sovigaños, ocupa el sector central NE del caserío.